# Костермано
Костермано (итал. Costermano) — коммуна в Италии, располагается в провинции Верона области Венеция.
Население составляет 2986 человек, плотность населения составляет 187 чел./км². Занимает площадь 16,93 км². Почтовый индекс — 37010. Телефонный код — 045.
Покровителем коммуны почитается святой Антоний Великий. Праздник ежегодно празднуется 17 января.

## Города-побратимы
- Оберндорф-ам-Лех, Германия (1989)